# 술푸리스파에라속
술푸리스파에라속은 술폴로부스과의 속이다.